# Petra Hinz

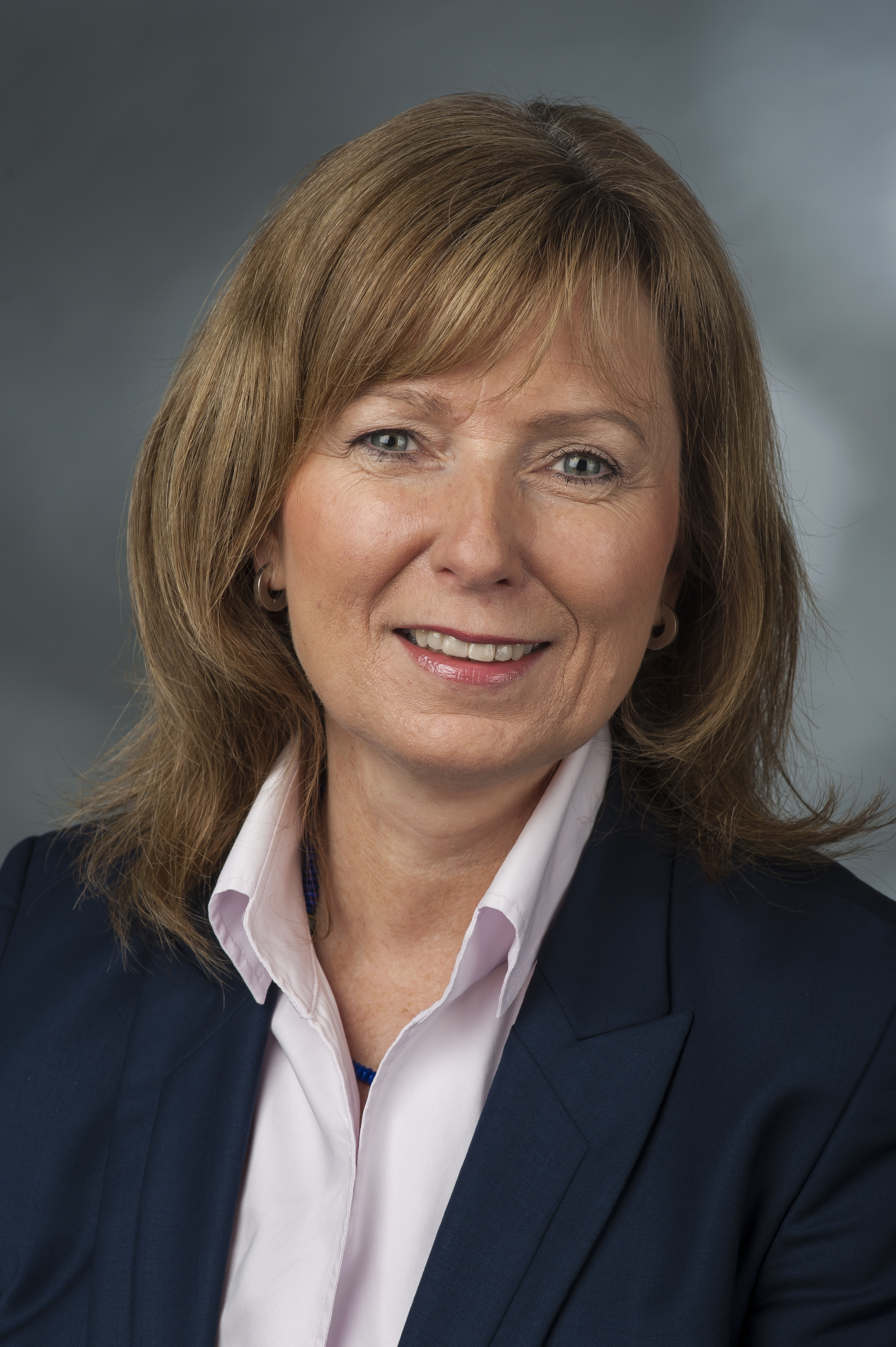
Petra Hinz (2014)

Petra Hinz (* 10. Juni 1962 in Essen) ist eine ehemalige deutsche Politikerin der SPD. Sie war von 2005 bis Ende August 2016 Abgeordnete im Deutschen Bundestag. Nach Mobbingvorwürfen verzichtete sie zunächst auf eine erneute Kandidatur. Nachdem kurz darauf bekannt geworden war, dass sie wesentliche Teile ihres Lebenslaufs  erfunden hatte, legte Hinz ihr Bundestagsmandat nieder und trat von allen Parteiämtern zurück. Im September 2016 trat sie nach eigenem Bekunden aus der SPD aus.

## Ausbildung und Beruf
Petra Hinz wuchs in Essen auf. Nach Angaben ihrer Rechtsanwälte erwarb sie 1983 am heutigen Erich-Brost-Berufskolleg die Fachhochschulreife. Anschließend absolvierte sie laut Abgeordnetenbiografie des Deutschen Bundestages ein einjähriges Praktikum bei der Sparkasse und von 1985 bis 1987 eine Ausbildung in Moderation und Kommunikation.  Von 1999 bis 2003 übte sie nach Angaben ihrer Rechtsanwälte eine nicht-juristische Angestelltentätigkeit aus. Nach ihrem Ausscheiden aus der Politik hat sich Hinz nach eigenen Angaben in Psychotherapie begeben und ist den Jakobsweg gelaufen.

## Politische Karriere
Hinz trat 1980 in die SPD ein und engagierte sich dort ab 1982 in zahlreichen Funktionen. Von 1989 bis 2005 gehörte sie dem Rat der Stadt Essen an; ab 2004 war sie stellvertretende Fraktionsvorsitzende. Von November 2003 bis zu ihrem Rücktritt im Juli 2016 war sie stellvertretende Vorsitzende des SPD-Unterbezirks Essen.   Von 2003 bis 2005 gehörte sie dem Regionalrat für den Regierungsbezirk Düsseldorf an. In der Essener SPD gehörte Hinz zum Parteiflügel um den früheren Bundestagsabgeordneten Otto Reschke.
Bei der Bundestagswahl 2005 wurde sie als Direktkandidatin im Wahlkreis Essen III mit 48,1 % der Erststimmen in den Bundestag gewählt.
Bei der Bundestagswahl 2013 setzte sich Matthias Hauer (CDU)  zunächst mit nur drei Stimmen Vorsprung gegen Hinz durch. Eine Neuauszählung aller Stimmen im Wahlkreis Essen III ergab dann, dass Hauer tatsächlich 93 Stimmen mehr erhalten hatte. Hinz zog stattdessen über die Landesliste der SPD Nordrhein-Westfalen in den Bundestag ein.
Hinz gehörte im Verlauf ihrer Bundestagstagskarriere einer Vielzahl von Ausschüssen an, darunter zeitweise dem Finanzausschuss, dem Rechnungsprüfungsausschuss und dem Haushaltsausschuss. Außerdem war sie zeitweise stellvertretendes Mitglied im Haushaltsausschuss, im Petitionsausschuss, im Ausschuss für Verkehr, Bau und Stadtentwicklung und im Ausschuss für Gesundheit. In ihrer Fraktion war sie stellvertretende Sprecherin der AG Kommunales.
Nachdem im Juli 2016 Mobbingvorwürfe gegen sie öffentlich geworden waren, verzichtete Hinz am 18. Juli 2016 auf eine erneute Kandidatur für den Bundestag. Nachdem kurz darauf bekannt wurde, dass sie auch wesentliche Teile ihres Lebenslaufs erfunden hatte, gab sie am 20. Juli 2016 ihren Rücktritt von ihrem Bundestagsmandat bekannt.
Tatsächlich trat Hinz aber erst Wochen später zurück. Gegenüber der Presse gab sie an, ihren Rücktritt bei Bundestagspräsident Norbert Lammert erklären zu wollen. Nach Angaben des Bundestags ließ Hinz mehrere Versuche scheitern, ihr noch im Juli einen Termin beim Bundestagspräsidenten zu verschaffen. Außerdem habe man sie darauf hingewiesen, dass eine Rücktrittserklärung auch bei einem Notar oder einer deutschen Botschaft möglich sei. Sie habe stattdessen eine ärztliche Bescheinigung eingereicht und um einen Termin im September gebeten.
Der Essener SPD-Vorsitzende Thomas Kutschaty forderte Hinz am 1. August 2016 auf, binnen 48 Stunden ihren Rücktritt zu erklären. Es dürfe nicht der Eindruck erweckt werden, als wolle sie noch die Bezüge für September erhalten. Medienberichten zufolge befand sich Hinz zu diesem Zeitpunkt in psychiatrischer Behandlung und war auch beim Bundestagspräsidenten krankgemeldet.
Nachdem auch die nordrhein-westfälische Ministerpräsidentin Hannelore Kraft Hinz’ Verhalten kritisiert hatte, teilte sie mit, bei einem Notar ihren Mandatsverzicht zum 31. August 2016 erklären zu wollen. Am 23. August ging die Verzichtserklärung per Fax beim Bundestagspräsidenten ein, wirksam ist ein Verzicht allerdings erst bei Vorliegen der notariell beurkundeten Erklärung im Original. Zum 31. August 2016 schied Petra Hinz aus dem Bundestag aus. Ihre letzten Nettobezüge aus ihrer Tätigkeit als Bundestagsabgeordnete spendete sie an den Kinderschutzbund und das Friedensforum.
Die Essener SPD leitete am 10. August 2016 wegen ihres gefälschten Lebenslaufs ein Parteiordnungsverfahren ein. Kurz darauf trat Hinz aus der SPD aus.

## Ermittlungsverfahren wegen Steuerhinterziehung
Im März 2009  hob der Bundestag die Immunität von Petra Hinz auf, nachdem die Staatsanwaltschaft ein Ermittlungsverfahren eingeleitet hatte. Ihr wurde vorgeworfen, seit 2003 keine ordentlichen Steuererklärungen beim Finanzamt abgegeben zu haben. Im Juli 2009 wurde das Verfahren gegen eine Geldauflage eingestellt.

## Mobbingvorwürfe
Am 23. Juni 2016 berichteten das Lokalmedium Informer Magazine und die Westdeutsche Allgemeine Zeitung mit wenigen Stunden Abstand auf ihren Webseiten über Mobbingvorwürfe gegen Hinz. Zuvor hatten ehemalige Mitarbeiterinnen und Mitarbeiter in ihrem Bundestagsbüro in einem anonymen offenen Brief über „persönliche Beleidigungen, Diffamierungen, Mobbing, ständige Überwachung und Maßregelung sowie die Übertragung von demütigenden Aufgaben“ durch Hinz berichtet. Der Brief wurde an mehrere Medien, sowie die SPD-Landesvorsitzende und Ministerpräsidentin Hannelore Kraft, den Generalsekretär des SPD-Landesverbandes Nordrhein-Westfalen André Stinka und an die Mitglieder der Essener SPD-Ratsfraktion versandt. In ihrem Brief erklärten die Unterzeichner, eine erneute Kandidatur Hinz’ für den Deutschen Bundestag verhindern zu wollen. Sie habe bis dahin bereits über 50 Mitarbeiter „verschlissen“ und zuletzt gar keine mehr gehabt.
Mehrere ehemalige Mitarbeiter, darunter der Historiker Norman Kirsten, bestätigten die in dem anonymen Brief erhobenen Vorwürfe. Länger als ein gutes halbes Jahr habe er „es nicht ausgehalten“, so Kirsten.
Im Zuge der Berichterstattung wurde auch bekannt, dass die Vorwürfe sowohl innerhalb der Partei als auch Journalisten bereits seit Längerem bekannt waren. Bereits im Juli 2012 hatte die Arbeitsgemeinschaft der SPD-Mitarbeiter im Deutschen Bundestag Hinz zu einem Gespräch eingeladen, nachdem sich mindestens 20 ehemalige Mitarbeiterinnen und Mitarbeiter ihres Bundestagsbüros über „irrsinnige Schikanen“ und „persönliche Erniedrigungen“ beschwert hatten. Hinz verweigerte das Gespräch und antwortete, die Vorwürfe würden „jeder Grundlage entbehren“. Als Hinz nach der Bundestagswahl 2013 wieder einen Bürojob ausschrieb, verschickte die Arbeitsgemeinschaft eine „Warn-Rundmail“ an potenzielle Bewerber. Das Informer Magazine berichtete Ende Juni 2016, es seien „vor geraumer Zeit bereits einzelne frühere Beschäftigte im Vertrauen“ an die Redaktion heran getreten.
Am 18. Juli 2016 gab Hinz wegen der Vorwürfe ihren Verzicht  auf eine erneute Bundestagskandidatur bekannt. Der Essener SPD-Vorsitzende Thomas Kutschaty zeigte sich überrascht und betonte, Hinz hätte eine „breite Rückendeckung für eine erneute Kandidatur erhalten“.

## Gefälschter Lebenslauf
Zusammen mit Hinz’ Verzicht auf eine weitere Kandidatur machte das Informer Magazine am 18. Juli 2016 den zu diesem  Zeitpunkt nicht belegbaren Vorwurf öffentlich, Hinz habe, anders als in ihrer Bundestagsbiographie behauptet, weder das Abitur noch ein abgeschlossenes Jurastudium. Nachdem auch andere Medien Auskunft verlangt hatten, ließ Hinz am 19. Juli 2016 über einen Anwalt mitteilen sie habe weder die allgemeine Hochschulreife erworben, noch ein Studium der Rechtswissenschaften absolviert und somit auch keine juristischen Staatsexamina abgelegt. Auch Angaben über eine Tätigkeit als Anwältin in einer Kanzlei, als Juristin im Management eines Konzerns sowie über eine freiberufliche Tätigkeit seien von ihr erfunden worden. Eine neue Version ihres Lebenslaufes wurde am selben Tag auf ihrer Abgeordneten-Website veröffentlicht.
Am 26. Juli 2016 wurde bekannt, dass der ehemalige Essener SPD-Chef Dieter ten Eikelder bereits im Herbst 1989 Hinweise auf Unregelmäßigkeiten in Hinz’ Lebenslauf erhalten und den damaligen SPD-Bundestagsabgeordneten Otto Reschke informiert habe. Sowohl Reschke als auch Hinz hätten die Vorwürfe jedoch bestritten. Auch der frühere SPD-Landtagsabgeordnete Willi Nowack erklärte, die Führung der Essener SPD, darunter Reschke und der nordrhein-westfälische Justizminister Thomas Kutschaty, hätten von dem gefälschten Lebenslauf gewusst; beide bestreiten das.
Die Staatsanwaltschaft am Landgericht Essen teilte am 20. Juli 2016 mit, sie prüfe aufgrund vorliegender Strafanzeigen, ob ein Anfangsverdacht wegen eines Täuschungsdelikts gegeben sei. Der Deutsche Anwaltverein erklärte im August, er erwarte, dass die Formulierung „Anwältin in einer Kanzlei“ als Missbrauch von Berufsbezeichnungen gewertet werde. Ende September 2016 gab die Staatsanwaltschaft bekannt, eine rechtliche Prüfung habe ergeben, dass kein Anfangsverdacht für eine Straftat vorliege. Daher wurde kein Ermittlungsverfahren eingeleitet.
Hinz legte ihr Bundestagsmandat zum 31. August 2016 nieder.